# Aia
Aia (Spaans: Aya) is een gemeente in de Spaanse provincie Gipuzkoa in de regio Baskenland met een oppervlakte van 55 km². Aia telt 2.046 inwoners (1 januari 2016).